# Abrotanella
Abrotanella é um género botânico pertencente à família Asteraceae.
É formado por aproximadamente 20 espécies, nativas da Nova Guiné, Austrália, Nova Zelândia e zonas temperadas da América do Sul.

## Espécies
O gênero Abrotanella possui 20 espécies reconhecidas atualmente.
- Abrotanella caespitosa Petrie ex Kirk
- Abrotanella diemii Cabrera
- Abrotanella emarginata (Gaudich.) Cass.
- Abrotanella fertilis Swenson
- Abrotanella forsterioides (Hook.f.) Benth.
- Abrotanella inconspicua Hook.f.
- Abrotanella linearifolia A.Gray
- Abrotanella linearis Berggr.
- Abrotanella muscosa Kirk
- Abrotanella nivigena (F.Muell.) F.Muell. ex Benth.
- Abrotanella patearoa Heads
- Abrotanella purpurea Swenson
- Abrotanella pusilla (Hook.f.) Hook.f.
- Abrotanella rostrata Swenson
- Abrotanella rosulata (Hook.f.) Hook.f.
- Abrotanella scapigera (F.Muell.) F.Muell. ex Benth.
- Abrotanella spathulata (Hook.f.) Hook.f.
- Abrotanella submarginata A.Gray
- Abrotanella trichoachaenia Cabrera
- Abrotanella trilobata Swenson